# Rhadinaea quinquelineata
Rhadinaea quinquelineata — вид змій родини полозових (Colubridae). Ендемік Мексики.

## Поширення і екологія
Rhadinaea quinquelineata відомі з кількох місцевостей, розташованих в горах Східної Сьєрра-Мадре, в штатах Пуебла, Керетаро і Гуанахуато. Вони живуть в первинних сосново-дубових лісах, на висоті від 1800 до 2300 м над рівнем моря. Ведуть наземний спосіб життя, відкладають яйця.